# Johannes-Gymnasium Lahnstein

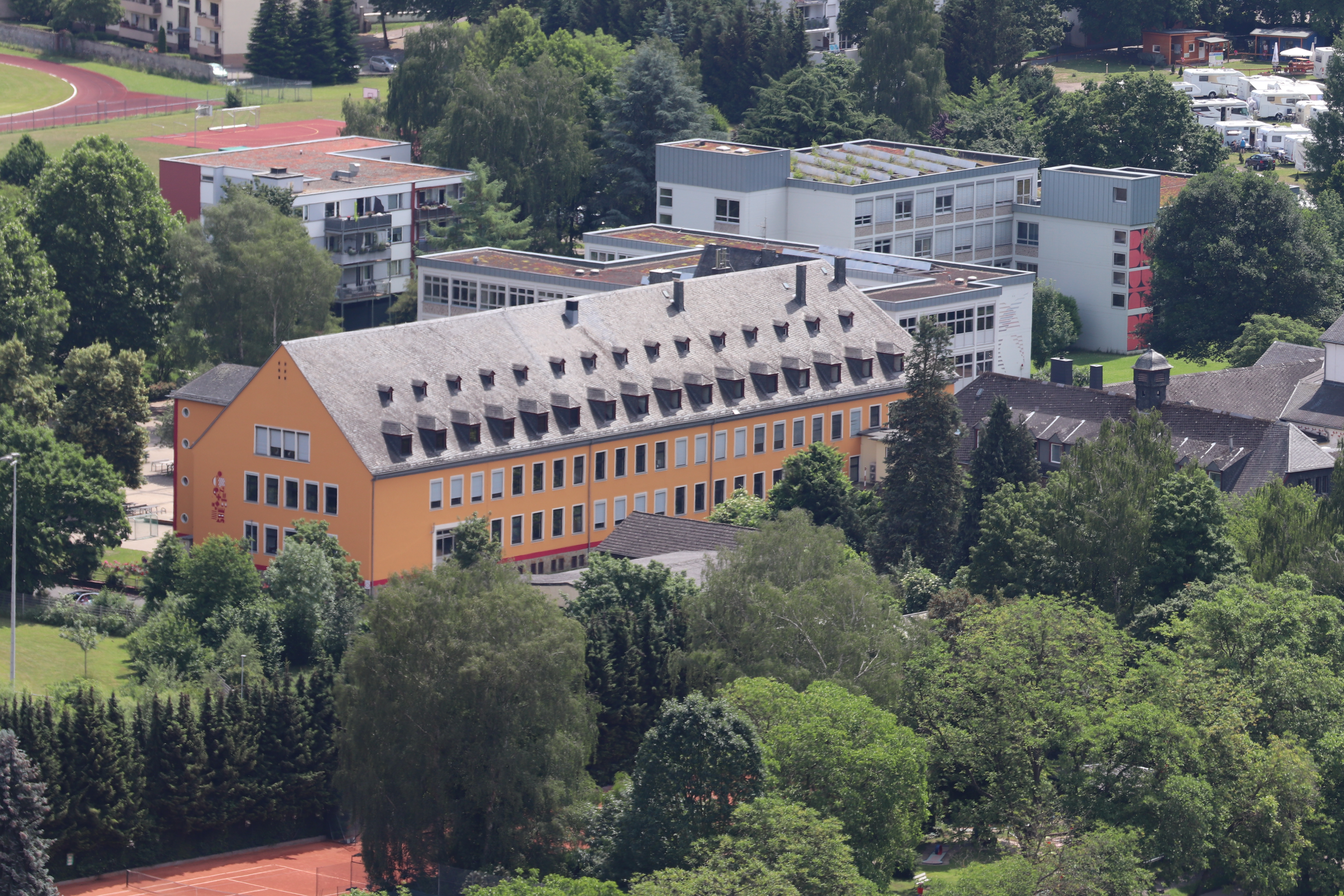
Johannes-Gymnasium Lahnstein

Das Johannes-Gymnasium ist eine katholische, staatlich anerkannte Privatschule in Trägerschaft der St. Hildegard-Schulgesellschaft mbH des Bistums Limburg. Das Gymnasium befindet sich in Lahnstein (Rheinland-Pfalz) in unmittelbarer Nähe zur namensgebenden Johanniskirche und der Lahnmündung in den Rhein im Stadtteil Niederlahnstein. Ein ausdrückliches Ziel der Schule ist es, den Schülern christliche Werte zu vermitteln. Das Gymnasium hat einen musikalischen Schwerpunkt, ist MINT-EC-Schule, Partnerschule des Sports und Ganztagsschule in Angebotsform. Als UNESCO-Projektschule setzt sich die Schule für internationale Verständigung und Nachhaltigkeit ein.

## Geschichte
1892 errichteten die Arnsteiner Patres im niederländischen Simpelveld eine Missionsschule mit zunächst 30 Schülern. Diese wurde 1920 nach Niederlahnstein in das zuvor von den Benediktinerinnen von der ewigen Anbetung verlassene Johanniskloster verlegt.
Das vierflügelige Klostergebäude wurde nicht als idealer Ort zur Unterbringung einer Schule mit Internat empfunden, sodass zusätzlich das St. Josefhaus in Waldernbach erworben wurde. Daraufhin wurden die Klassen fünf bis sieben in Waldernbach und die Klassen acht bis dreizehn in Niederlahnstein unterrichtet. 1929 wurde ein Chemie- und Physikraum eingerichtet.
1938 wurde das Gymnasium als kirchliche Schule von den Nationalsozialisten geschlossen und konnte erst im Oktober 1945 wiedereröffnet werden.
Im Mai 1950 wurde wegen der stetig wachsenden Schülerzahlen der heutige „Altbau“ erbaut, das Verwaltungsgebäude folgte 1968, der Neubau im Jahr 1970. Durch das Wachstum der Schule entstanden ebenso eine Reihe anderer Gebäude (die Internatsgebäude Haus Damian und Haus Sebastian, Mensa, Sport- und Gymnastikhalle).
1952 wurde die Schule staatlich anerkannt und 1955 wurde das erste Abitur vergeben.
Ursprünglich wurden am Johannes-Gymnasium nur Jungen unterrichtet, erst seit dem Schuljahr 1991/92 ist es eine koedukative Schule.
Im Jahr 1992 wurde die St.-Johannes-Schul-GmbH gegründet, die die Trägerschaft des Johannes-Gymnasiums übernahm. Diese Gesellschaft war paritätisch besetzt durch die Arnsteiner Patres und das Bistum Limburg.
Im Schuljahr 2004/2005 wurde eine einzügige Ganztagsschule im Gymnasium eingeführt.
Im Jahr 2007 wurde das Gymnasium aus der Trägerschaft der St.-Johannes-Schul-GmbH in die Trägerschaft der St. Hildegard-Schul-Gesellschaft mbH des Bistums Limburg überführt, da sich die Arnsteiner Patres gänzlich aus der Trägerschaft der Schule zurückziehen mussten. Am 10. Februar 2010 wurde der Ehemaligenverein der Schule gegründet. Primäre Zielsetzung des Ehemaligenvereins ist es, die Verbindung der Ehemaligen mit ihrer Schule und untereinander zu pflegen und damit auch für die aktuellen Schülerinnen und Schüler ein Netzwerk von Kontakten und Anlaufstellen zu schaffen.
Als MINT-EC-Partnerschule betreibt das Johannes-Gymnasium eine Schulsternwarte im Observatorium Hoher List.

## Schulgebäude
Die Räumlichkeiten der Schule hingen sehr stark mit den Räumlichkeiten des angrenzenden Johannisklosters zusammen. Erst Anfang der 1950er Jahr entstand ein eigenständiges Schulgebäude, der heutige „Altbau“. Architekt des Altbaus war der aus Oberlahnstein stammende Oberbaurat Erich Wirth, der bereits in den 1930er Jahren Kasernen der Luftwaffe entwarf. 1948 wurde die Planung in Auftrag gegeben. Da Wirth Ende 1949 in den Staatsdienst wechselte und die Grundstücksankäufe den Baustart verzögerten, begannen die Baumaßnahmen erst 1951. Der Altbau wurde in drei Etappen von 1951–1960 erbaut.
In den folgenden knapp 20 Jahren setzte eine rege Bautätigkeit ein, sodass 1962/63, das heute verkaufte Internatsgebäude Haus Damian und 1963/65 das heute abgerissene Internatsgebäude Haus Sebastian errichtet wurden. 1966 wurde innerhalb eines Jahres die Gymnastikhalle erbaut. In den Jahren 1968–1970 wurde das naturwissenschaftliche Gebäude mit Verwaltungsräumen errichtet, welches während der Feierlichkeiten zum 50-jährigen Schulbestehen durch den damaligen Bischof Dr. Kempf eingeweiht wurde. Von 1971 bis 1974 wurde das Wirtschaftsgebäude gebaut, welches die Mensa enthält. Von 1974 bis 1976 wurde der heutige Neubau errichtet und von 1977 bis Ende 1978 die heutige Sporthalle als Ersatz und Erweiterung für die in die Jahre gekommene Gymnastikhalle. Alle Gebäude, die nach dem „Altbau“ errichtet wurden, sind im Baustil des Brutalismus errichtet und erst später wurde der bei allen Gebäuden graue Beton übermalt, was die Wirkung der Fassade stark veränderte. Mit dem Ende des Internatbetriebs wurde auch das zweite Obergeschoss des Altbaus für den Unterricht ausgebaut.
Mit dem Bau der Sportanlagen in den 1990er Jahren wurde der letzte große Neubau abgeschlossen.
2010 wurde das Atrium, um die Aufenthaltsqualität zu steigern, eingeweiht.
In den 2010er Jahren wurde die Schule grundlegend saniert, um die in die Jahre gekommenen Gebäude zu modernisieren. In diesem Zuge wurden Brandschutzmaßnahmen nachgerüstet, die naturwissenschaftlichen Fachräume umgerüstet, die Bibliothek jugendfreundlicher gestaltet, der Schulhof saniert sowie ein neues Raumkonzept erarbeitet.

## Liste der Schulleiter
Von 1920 bis 1948 war der jeweilige Superior des Johannesklosters zugleich auch Schulleiter der Johannesschule. Seitdem hat das Gymnasium eigene Schulleiter.
- Pater Suitbert Mury (1920–1923)
- Pater Apollinaris Brandenburg (1923–1927)
- Pater Constanz Dierker (1927–1928)
- Pater Alfons Spix (1928–1933; † 1942 im KZ Dachau)
- Pater Ewald Henseler (1933–1939)
- Pater Hadumar Bode (1939–1946)
- Pater Julius Knichel (1946–1948; Superior des Johannesklosters noch bis 1953)
- Pater Pancratius Freise (1948–1952)
- Pater Arthur Antpöhler (1953–1972, verstorben 1999)
- Pater Lothar Ingmanns (1972–1996, verstorben am 10. Oktober 2009)
- Pater Alfred Bell (1996–2008)
- Rudolf Loch (seit 1. Februar 2008)

## Schulpartnerschaft
Im Jahr 1954 begann das Gymnasium einen Schüleraustausch mit Frankreich. Anfangs wurde dieser mit dem Petit Séminaire in Châlons-sur-Marne betrieben. Aus dem Frankreich-Austausch entwickelt sich über die Jahre dann eine Schulpartnerschaft mit dem College St. Etienne in Châlons-en-Champagne.
Im Juni 2012 begann der Schüleraustausch mit der Worth School (West Sussex/England).
Mit der Ecole Technique Paroiselle in Nyarurema/Ruanda wird seit 2012 eine Schulpartnerschaft gepflegt. So wurden bei mehreren Reisen vor Ort Sanitäranlagen, eine Schulbibliothek, eine Construction Hall, ein Basketball-Platz sowie eine Aquaponikanlage mitfinanziert.

## Bekannte Schüler
- Alois Bach (Brigadegeneral)
- Roland Bernecker (Generalsekretär Deutsche UNESCO-Kommission)
- Walter Bersch (deutscher Politiker und Bürgermeister)
- Dietmar Giebelmann (Prälat und Generalvikar)
- Jürgen Heimbach (Schriftsteller)
- Kilian Heck (Kunsthistoriker)
- Hubert Willi Klein
- Elmar Krekeler (Journalist)
- David Langner (Oberbürgermeister der Stadt Koblenz)
- Alfons Mais (Generalleutnant, 2020 Inspekteur des Heeres)
- Georg Müller (Bischof)
- Georg Schmitz (Komponist und Musikpädagoge)
- Arthur Thömmes (Dipl.-Theologe, Religionspädagoge und Autor)
- Eberhard Wille (Mitglied des Sachverständigenrats zur Begutachtung der Entwicklung im Gesundheitswesen)